# 上園ゆりか
上園 ゆりか（うえぞの ゆりか、1995年7月27日 - ）は、日本のAV女優。

## 略歴・人物
長野県出身。趣味・特技は妄想、水泳、カフェ巡り。
2016年4月にアイデアポケットに新卒で入社しアシスタントプロデューサーとして勤務。元々AVが好きだったことが入社動機で、好きな女優は希崎ジェシカ。
2017年2月に社員のままAVデビュー。AVの仕事に携わっていく中で自分が女優だったらどうなのかと妄想し、自身が出演する企画を出したことがデビューのきっかけ。デビュー作で処女を喪失。
2017年12月、エスワンの専属女優「YURI（ゆり）」として再デビュー。

## 出演作品

### アダルトDVD
2017年
- 新卒 FIRST IMPRESSION? 特例! 異例! 処女なのにオナニスト!偽り無しのアイポケ女子社員がまさかの!本気の!AVデビュー!（2月1日、アイデアポケット）
- デビュー作でセックスの味を覚えてから、ここ最近、何かと調子に乗り気味の上園さんに上司から緊急辞令のパワハラ4本番!+大量メガネ発射フェラ!（3月1日、アイデアポケット）
- 私、上園ゆりかは皆様の立派なオカズになりたいです! 業界を代表する名監督たちがエロの極意と秘技を伝授!（4月1日、アイデアポケット）
- 激ピストン×園コス コスプレかました上園ちゃんにぱちゅんぱちゅんと激ピストンかまします!（5月1日、アイデアポケット）
- アイデアポケットからユーザーの皆様に日頃の感謝を込めてプロデューサーの上園ゆりかがメーカーを代表して性一杯ご奉仕させて頂きます。（5月25日、アイデアポケット）
- ボクのチ○ポに夢中過ぎるゆりかと甘くてエロいヤリまくり同居性活（7月1日、アイデアポケット）
- わたし、犯され過ぎて… 女子校生凌辱記 汚され続ける学級委員長（8月1日、アイデアポケット）
- 絶頂覚醒×ぶっかけ 開発された美女の性感帯! 上園ゆりかの眠っている性を無理矢理叩き起こす!（9月13日、アイデアポケット）
- 上園ゆりかが隠れて転職してた!? 転職先の社長からのハメ撮りビデオ（10月7日、アイデアポケット）
- 専属 NO.1 STYLE YURI S1 デビュー（12月7日、エスワン）

2018年
- 激イキ130回!絶頂痙攣5000回以上!イキ潮3300cc! 超ビンカン極エロ美少女 エロス覚醒 はじめての大・痙・攣スペシャル（1月25日、エスワン）
- 1ヵ月間セックスもオナニーも禁止されムラムラ全開でアドレナリン爆発！痙攣しまくり性欲剥き出しFUCK（2月19日、エスワン）
- ヒロイン近親相姦レイプ 〜悪に堕ちた兄が妹を嬲りつくす〜（8月10日、GIGA）共演:若月まりあ
- 真面目過ぎて僕が下ネタを言うと顔を真っ赤にするお姉ちゃん。美人なのに彼氏もいっこうに作る様子がないので、からかって「処女だろ」とバカにしたらまさかの本物!「好きな人はいないの?」と聞くと、まさかの僕!!まさかのブラコン!!（9月14日、SCOOP）他出演:天音優愛、浅見せな、澁谷果歩
- 人妻ナンパ自宅中出し×PRESTIGE PREMIUM  欲求不満な人妻4名 19（10月5日、プレステージ）他出演:富田優衣、鈴木さとみ、響レミ
- ヒロイン洗脳 19 〜堕ちた緑のセーラー戦士〜（10月26日、GIGA）共演:桜木優希音

## 雑誌
- 月刊DMM 2017年3月号（ジーオーティー） - インタビュー